# 圣迭戈有轨电车
圣迭戈有轨电车是一个服务美国圣迭戈大都会区域的轻轨运输系统，它被通俗地称为“电车”或“红色电车”。系统由圣迭戈有轨电车公司（San Diego Trolley, Inc.，简称 SDTI）负责管理，是圣迭戈都会运输系统（San Diego Metropolitan Transit System (MTS)）的附属公司。有轨电车系统从1981年7月26日开始运行，现有蓝线、橘線、綠線三条线路，以及在周末和节假日作为补充在市中心环行的聖迭戈有軌電車銀線；计有车站53个（换乘站不重复计算），其中37个位于圣迭戈市域内，另外16个则位于圣迭戈县内其他城市。截至2014年第四季度，该系统日均客流量为119,800人次，为美国第四大轻轨运输系统。

## 路线
| 线路 | 线路             | 开通年份 | 车站总数 | 线路长度             | 起訖站                                    | 运营时段                   |
| ---- | ---------------- | -------- | -------- | -------------------- | ----------------------------------------- | -------------------------- |
|      | UC San Diego蓝线 | 1981     | 18       | 15.4英里（24.8公里） | 美利坚广场 聖伊西德羅交通中心（美墨边境） | 每日                       |
|      | 橘线             | 1986     | 18       | 18.0英里（29.0公里） | 埃尔卡洪客运中心 法院站                   | 每日                       |
|      | 绿线             | 2005     | 27       | 23.6英里（38.0公里） | 桑蒂城中心站 12街-帝国客运中心            | 每日                       |
|      | 银线             | 2011     | 9        | 2.7英里（4.3公里）   | 12街-帝国客运中心（环线）                 | 每周五，周六晚上，周日全天 |

## 收费
参见 圣迭戈都会运输系统#收费
需要注意的是，轻轨单程票不能换乘其他巴士线路。

## 未来规划

### 中海岸电车延长项目
圣地亚哥政府联合会（SANDAG）计划将老城交通中心的蓝线延伸至11英里（17.7公里）的大学城社区，该线路将服务加州大学圣地亚哥分校（UCSD）等主要活动和就业中心，校园和大学城中心（UTC）购物中心。这是“中海岸走廊项目”的一部分。施工于2016年10月开始，2021年完成并投入运行。
在中海岸电车延伸项目完成后，蓝线将从其目前的美国广场总站向北延伸，经过5个现有车站（包括老城交通中心），8个新车站（Tecolote Road，Clairemont Drive，Balboa Avenue，Nobel Drive，VA Medical Center，UCSD West / Pepper Canyon，UCSD East / Voigt Drive和Executive Drive），然后终止在大学城/ UCSD区的大学城中心(UTC)。

## 车辆规格

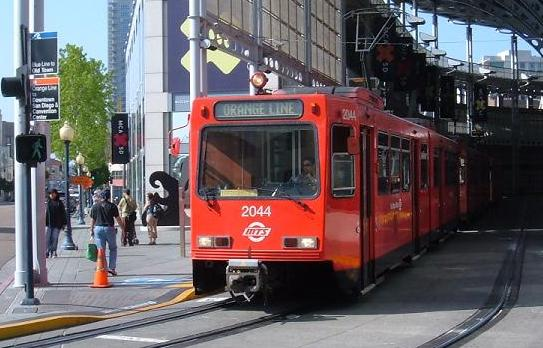
SD100 型号，车辆编号 2001-2052
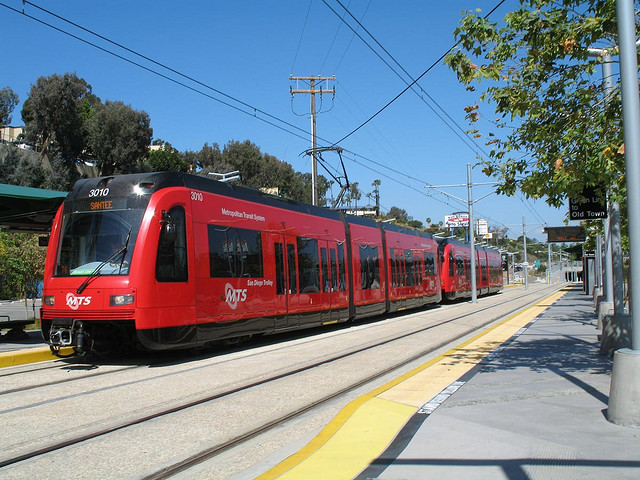
S70 型号，车辆编号 3001-3011，4001-4065